# Religiosidad e inteligencia
El tema de religiosidad e inteligencia tiene que ver con la relación estadística que existe entre la inteligencia y la religiosidad. Los estudios comenzaron a analizar el vínculo entre la religiosidad y aspectos relacionados con la inteligencia y el nivel educativo. La mayoría de los estudios ha encontrado una correlación negativa entre Cociente Intelectual y Religiosidad. En otras palabras si el CI de una persona es bajo, es más probable que sea religiosa. Cabe recordar que estos son resultados agregados y que no es apropiado prejuzgar el CI de una persona basándose en su nivel de religiosidad pues la probabilidad de equivocarse es alta.
Algunos estudios sugieren que confiar en la intuición tiende a incrementar las creencias religiosas, mientras que el pensamiento analítico, deductivo y más racional tiende a disminuir las creencias religiosas.
A pesar de que los estudios estadísticos muestran que los países más pobres tienden a ser más religiosos, algunos expertos sugieren que la razón es que las religiones juegan un papel social, moral y cultural más activo en estos países. Las religiones en países más ricos se utilizan para aspectos más específicos y espirituales.

## Resumen de las investigaciones y definición de términos
La inteligencia es una propiedad de la mente que engloba varias habilidades, como la capacidad de razonamiento, la planificación, la solución de problemas, el pensamiento abstracto, la comprensión de ideas, el uso del lenguaje y la capacidad de aprendizaje. Hay muchas formas de definir más específicamente la inteligencia. En algunos casos la inteligencia incluye rasgos como la creatividad, la personalidad, el carácter, el conocimiento o la sabiduría. A pesar de ello, los psicólogos prefieren no incluir estos rasgos dentro de la definición de inteligencia.
La forma más extendida que tienen los científicos para clasificar la inteligencia es el índice de cociente intelectual (CI). Se trata de un número que calculado a través de una serie de pruebas en una gran variedad de habilidades resume la inteligencia. La escala más usada es la de Wechsler (WAIS), que ha demostrado ser capaz de predecir el éxito educativo y otras variables de interés.
Existen otras formas de medir la inteligencia de forma más indirecta, pero con el riesgo de cometer sesgos contaminados por otros factores sociodemográficos, como la edad, estatus económico, género, contexto cultural... que pueden afectar al nivel educativo.
La insatisfacción generada por los tests que calculan un CI ha derivado en que se construyan teorías alternativas de la inteligencia, como la teoría de las múltiples inteligencias de Gardner, en la que propuso que se puede ser más inteligente en unas áreas que en otras. Las áreas propuestas por Gardner fueron la inteligencia lógica, lingüística, espacial, musical, kinestésica, naturalista, intrapersonal e interpersonal.
El término religiosidad se refiere a grados de comportamientos, creencias y espiritualidad religiosas. Medir la religiosidad tiene muchas dificultades que dependen de cómo se defina el término. Numerosos estudios han probado diferentes variables y componentes de la religiosidad, y los hallazgos han mostrado que hay una distinción entre creencias, prácticas y espiritualidad. Por ejemplo, los estudios pueden medir el grado de prácticas religiosas contando el número de servicios religiosos llevados a cabo (número de días que se acude a misa), el grado de creencia realizando una serie de preguntas referentes a la doctrina, y el grado de espiritualidad preguntando sobre el sentido que tiene sus creencias en su vida diaria.

## Estudios que comparan religiosidad y CI
En el 2013 se publicó un metanálisis por el Profesor Miron Zuckerman en el que revisa 63 estudios científicos que relacionan CI y religiosidad. Se halló que 53 de los 63 estudios muestran una relación negativa entre religiosidad y CI (a más religiosidad, menos CI), y se encontró una relación positiva en los 10 restantes. Cuando se controlan variables que diferenciaban los estudios, el resultado es que la relación más potente es la negativa, especialmente entre americanos protestantes.
En el 2008, el investigador sobre la inteligencia Helmuth Nyborg examinó si el CI se relaciona con la religiosidad utilizando una amplia muestra representativa de un estudio longitudinal en jóvenes, y demostró que los ateos puntúan en promedio 1.95 puntos más que los agnósticos, 3.82 puntos más que los creyentes liberales, y 5.89 puntos más que los creyentes dogmáticos.

Relación entre el grado de creencia de los países en un dios y la inteligencia media. Medido por Lynn, Harvey & Nyborg.

Uno de los coautores de este estudio, Richard Lynn, profesor de psicología en la Universidad de Ulster, comparó religiosidad y CI en más de 137 países. Se analizaron diferentes puntos de vista, y en promedio los ateos puntuaban 6 puntos más de inteligencia que los no-ateos.

## Estudio examina la creencia en dios y el estilo cognitivo
La idea de que el pensamiento analítico hace a uno menos propenso a ser religioso está respaldado por los estudios en esta materia. Investigadores de Harvard mostraron evidencia de que las creencias religiosas son más profundas cuando los participantes usan pensamiento intuitivo. El pensamiento metacognitivo tiende a generar creencias más cualificadas y dudosas.
También mostraron que los participantes que tienden al pensamiento metacognitivo son menos propensos a creer en dios. El pensamiento metacognitivo está relacionado con cambios en las creencias incluso desde la infancia.